# Marcus Eriksson (Basketballspieler)
Marcus Per Eriksson (* 5. Dezember 1993 in Uppsala) ist ein schwedischer Basketballspieler.

## Laufbahn
Eriksson spielte bis 2010 bei KFUM Uppsala in seinem Heimatland, teils in der Jugend, teils mit der Herrenmannschaft in der zweiten Liga. Er wechselte vor der Saison 2010/11 zu Bàsquet Manresa nach Spanien, wurde dort in der Jugend sowie in vier Partien der Liga ACB eingesetzt.
2011 nahm er ein Vertragsangebot des FC Barcelona an, verstärkte zunächst die Jugendmannschaft sowie die zweite Barca-Herren in der dritten spanischen Liga, LEB Plata. Erste Kurzeinsätze in Barcelonas Farben in der Liga ACB verbuchte er im Spieljahr 2012/13, während der Saison 2013/14 spielte er leihweise wieder für Manresa, ehe er nach Barcelona zurückkehrte. Im Oktober 2014 zog sich der Schwede einen Kreuzbandriss im linken Knie zu, musste sich einer Operation unterziehen und fiel deshalb lange aus. Im Juni 2015 sicherten sich beim Draftverfahren der NBA die Atlanta Hawks an 50. Stelle die Rechte am Flügelspieler. Er war damit nach Jonas Jerebko und Jeffrey Taylor der dritte Schwede, der jemals in dem Verfahren ausgewählt wurde. Er blieb bis 2017 in Barcelona. Die besten statistischen Werte seiner Barca-Zeit in der Liga ACB erzielte Eriksson im Spieljahr 2016/17, als er in 30 Hauptrundenpartien im Schnitt 6,7 Punkte verbuchte und dabei 42 seiner 94 Dreipunktwürfe traf.
Zur Saison 2017/18 wechselte er innerhalb Spaniens zu CB Gran Canaria, mit der Mannschaft ging er wie in Barcelona teils auch in der EuroLeague ins Rennen. In einem anderen europäischen Vereinswettbewerb, dem EuroCup, trumpfte er während der Saison 2017/18 auf, als er in 14 Begegnungen im Schnitt 15,4 Punkte erzielte und mit einer Trefferquote bei Dreipunktwürfen in Höhe von 54,9 Prozent (82 Versuche, 45 Treffer) glänzte. In der spanischen Liga war der schwedische Flügelspieler in der Saison 2018/19 mit 12,6 Punkten pro Begegnung zweitbester Korbschütze Gran Canarias. Seine 72 getroffenen Dreipunktwürfe waren der Mannschaftshöchstwert.
In der Sommerpause 2019 wechselte Eriksson von Spanien nach Deutschland, er wurde vom Bundesligisten Alba Berlin verpflichtet. Der Berliner Sportdirektor Himar Ojeda war in seiner früheren Tätigkeit für die Atlanta Hawks auch an der Auswahl des Schweden im Draftverfahren der NBA im Jahr 2015 beteiligt gewesen. In der Saison 2019/20 wurde er mit Berlin deutscher Pokalsieger und deutscher Meister. Er war im Meisterjahr mit 12,9 Punkten pro Spiel bester Korbschütze der Mannschaft. Zum Gewinn des Meistertitels 2021 trug der Schwede im Schnitt 11,9 Punkte je Begegnung bei und war mit 102 erzielten Dreipunktewürfen Berlins bester Spieler in dieser Wertung. In der Saison 2021/22, in der mit Berlin die dritte Meisterschaft in Folge sowie der deutsche Pokalwettbewerb gewonnen wurde, kam Eriksson nur auf zehn Bundesliga-Einsätze und fehlte ab Anfang Januar 2022 wegen einer Plantarsehnenentzündung am linken Fuß. Kurz vor dem Saisonende 2021/22 meldete er sich wieder einsatzbereit, stand aber in den verbliebenen Spielen nicht auf dem Feld. Eine langwierige Knieverletzung sorgte für eine Verlängerung seiner Zwangspause. 2023 wurde Erikssons Vertrag in Berlin verlängert, obwohl er seit Anfang 2022 kein Spiel bestritten hatte. Im Januar 2024 wurde der Vertrag aufgelöst.

### Nationalmannschaft
Eriksson spielte für Schwedens Jugendnationalmannschaften der Altersklassen U16, U18 sowie U20. 2017 gab er seinen Einstand in der Herrennationalmannschaft.